# Дернівська сільська рада (Тростянецький район)
Дерні́вська сільська́ ра́да — колишній орган місцевого самоврядування у Тростянецькому районі Сумської області. Адміністративний центр — село Дернове.

## Загальні відомості
- Населення ради: 552 особи (станом на 2001 рік)

## Населені пункти
Сільській раді були підпорядковані населені пункти:
- с. Дернове
- с. Рябівка

## Склад ради
Рада складалася з 12 депутатів та голови.
- Голова ради: Александрова Віра Миколаївна
- Секретар ради: Басова Любов Андріївна

### Керівний склад попередніх скликань
| Прізвище, ім'я, по батькові  | Основні відомості                                                             | Дата обрання | Дата звільнення |
| ---------------------------- | ----------------------------------------------------------------------------- | ------------ | --------------- |
| Александрова Віра Миколаївна | Сільський голова, 1956 року народження, освіта середня загальна, позапартійна | 26.03.2006   | 31.10.2010      |
| Александрова Віра Миколаївна | Сільський голова, 1956 року народження, освіта середня загальна, позапартійна | 31.10.2010   |                 |

Примітка: таблиця складена за даними сайту Верховної Ради України